# Шевченко (Краматорський район)
Шевче́нко — село Новодонецької селищної громади Краматорського району Донецької області, України. Населення становить 33 осіб.